# (37087) 2000 UN67
2000 UN67 (asteroide 37087) é um asteroide da cintura principal. Possui uma excentricidade de 0.14485190 e uma inclinação de 4.99832º.
Este asteroide foi descoberto no dia 25 de outubro de 2000 por LINEAR em Socorro.